# Malakoppa, Yellapur
Malakoppa là một làng thuộc tehsil Yellapur, huyện Uttar Kannad, bang Karnataka, Ấn Độ.